# USS South Carolina (BB-26)
El USS South Carolina (BB-26), buque líder de su clase de acorazados tipo dreadnought, fue la cuarta embarcación de la Armada de los Estados Unidos en recibir ese nombre. Fue también el primer dreadnought estadounidense; aunque no incorporó la propulsión de turbinas como el HMS Dreadnought británico, el diseño del South Carolina incluyó aspectos revolucionarios, principalmente en la disposición de súperfuego en su batería principal. Fue puesto en quilla en diciembre de 1906 y botado en julio de 1908 antes de entrar en servicio con la Flota del Atlántico en marzo de 1910. 
Pasó la mayor parte de su carrera en el Atlántico y el Caribe, patrullando la costa este de los Estados Unidos. Realizó dos viajes a Europa en 1910 y 1911, y participó en una visita de un escuadrón de cruceros alemanes en 1912. Entre 1913 y 1914, patrulló con frecuencia la costa de México para proteger los intereses estadounidenses durante la Revolución Mexicana, y en abril de 1914 formó parte de la ocupación del puerto de Veracruz. Después de que los Estados Unidos entraran a la Primera Guerra Mundial en abril de 1917, el South Carolina entrenó marineros para la veloz armada en expansión y, a finales de 1918 fue asignado a tareas de escolta de convoyes. Un accidente con sus hélices en septiembre, lo mantuvo fuera del servicio activo durante el resto del conflicto. En 1919, realizó cuatro viajes para repatriar de Europa a los soldados estadounidenses. Realizó cruceros para guardamarinas entre 1920 y 1921, pero el tratado naval de Washington en 1922 interrumpió su carrera. Fue desguazado como parte del tratado de limitación de armamento que inició a mediados de 1924. 

## Diseño
El South Carolina tenía una eslora de 138 m, una manga de 24 m, y un calado de 7 m. Tenía un desplazamiento estándar de 16 000 toneladas largas, y de 17 617 a máxima capacidad. Era impulsado por motores de vapor de triple expansión de dos ejes con una potencia de 16 500 caballos de fuerza (12 304 kW). El vapor era generado por doce calderas Babcock & Wilcox de carbón conectadas a dos chimeneas. El sistema de propulsión generaba una velocidad máxima de 18.5 nudos (34 km/h). Tenía una autonomía de crucero de 5000 millas náuticas (9260 km) a una velocidad de 10 nudos (19 km/h). Su tripulación era de 869 oficiales y marinos.
Estaba armado con una batería principal de ocho cañones calibre 305 mm/45 serie 5 en cuatro torretas dobles en la línea central, que estaban colocadas en dos pares de súperfuego en la proa y en la popa. La batería secundaria consistía en veintidós cañones calibre 76 mm/50 montados en casamatas a lo largo del casco. Como estándar en los buques capitales de ese período, contaba con dos tubos lanzatorpedos de 533 mm sumergidos a los costados del casco.
Su cinturón blindado era de 305 mm de grosor sobre los pañoles de pólvora, 254 mm sobre los espacios de la maquinaria y 203 mm en el resto de la embarcación. La cubierta blindada tenía de 38 a 64 mm de grosor. Las torretas tenían costados de 305 mm de grosor, mientras que las barbetas donde se apoyaban tenían placas de blindaje de 254 mm. El mismo grosor de blindaje también cubría las casamatas de los cañones. La torre de mando tenía de 305 mm de grosor.

## Historial de servicio

### Primeros años

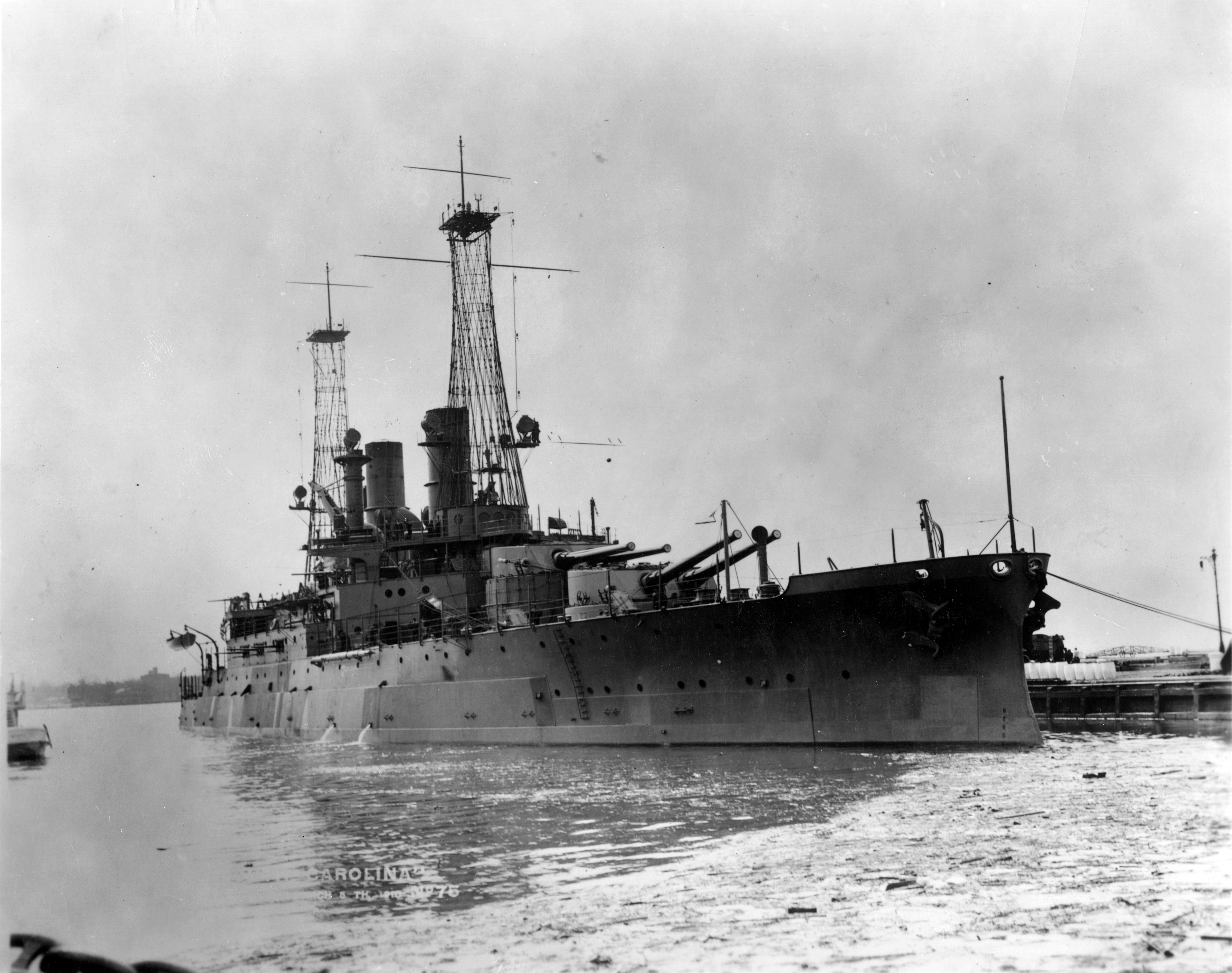
USS South Carolina en puerto, 1910

La quilla del USS South Carolina fue colocada en el astillero William Cramp & Sons, en Filadelfia, el 18 de diciembre de 1906, y fue botado el 1 de julio de 1908. El trabajo de acondicionamiento fue completado a finales de febrero de 1910, y fue puesto en servicio con la flota el 1 de marzo. Fue asignado entonces con la Flota del Atlántico. Cinco días después de su puesta en servicio, la embarcación partió de Filadelfia para su crucero de prueba, que la llevó al mar Caribe con paradas en las Indias Occidentales Danesas y Cuba, para después regresar a los Estados Unidos para una visita en Charleston, en Carolina del Sur, que duró del 10 al 15 de abril. Le siguieron pruebas en el mar, que fueron realizadas frente a la costa de los cabos de Virginia y en las afueras de Provincetown, Massachusetts. Visitó la ciudad de Nueva York del 17 al 18 de julio como parte de una recepción para el expresidente Theodore Roosevelt. Pasó casi todo el resto el año realizando maniobras con la flota, entrenando milicianos navales, y recibiendo reparaciones en el astillero de Norfolk, Virginia.
El 1 de noviembre de 1910, zarpó de Estados Unidos en un viaje en Europa con la 2a. División de Acorazados. Durante el viaje, se detuvieron el Cherburgo y Pórtland. Las embarcaciones regresaron a Norfolk el 12 de enero de 1911, lugar donde el South Virginia entró a mantenimiento. Regresó con la flota para realizar entrenamiento de combate frente a la costa de Nueva Inglaterra. Realizó un pequeño viaje a la ciudad de Nueva York antes de reunirse con la 2a. División para otro viaje a Europa. Este viaje incluyó paradas en Copenhague, Estocolmo, y Kronstadt. En su regreso, el South Carolina se detuvo en Kiel, para un evento de regata anual organizado por el káiser Guillermo II de Alemania. Arribó a Provincetown el 13 de julio y continuó a la bahía de Chesapeake, donde realizó prácticas de combate.
A finales de 1911, estuvo presente en una revista naval en la ciudad de Nueva York antes de realizar ejercicios de entrenamiento con el 1.er Escuadrón frente a la costa de Newport, Rhode Island. Zarpó al sur el 3 de enero de 1912 para ejercicios de entrenamiento en la bahía de Guantánamo, Cuba, para regresar después a Norfolk el 13 de marzo. Navegó por la costa este de los Estados Unidos de marzo hasta finales de junio. Ese mes, participó en una recepción en Nueva York del crucero alemán SMS Moltke, y los cruceros ligeros Bremen y Stettin. El 30 de junio, el South Carolina regresó a Norfolk para una revisión. A principios de octubre, zarpó a Nueva York para una visita que duró del 11 al 15 de octubre. La primera mitad de noviembre, la pasó realizando ejercicios de entrenamiento frente a la costa de Nueva Inglaterra y los cabos de Virginia. Navegó hacia el sur con la División de Servicios Especiales para un viaje en el Caribe, con paradas en Pensacola, Nueva Orleans, Galveston, y Veracruz, en México.

### Disturbios en el Caribe y Primera Guerra Mundial

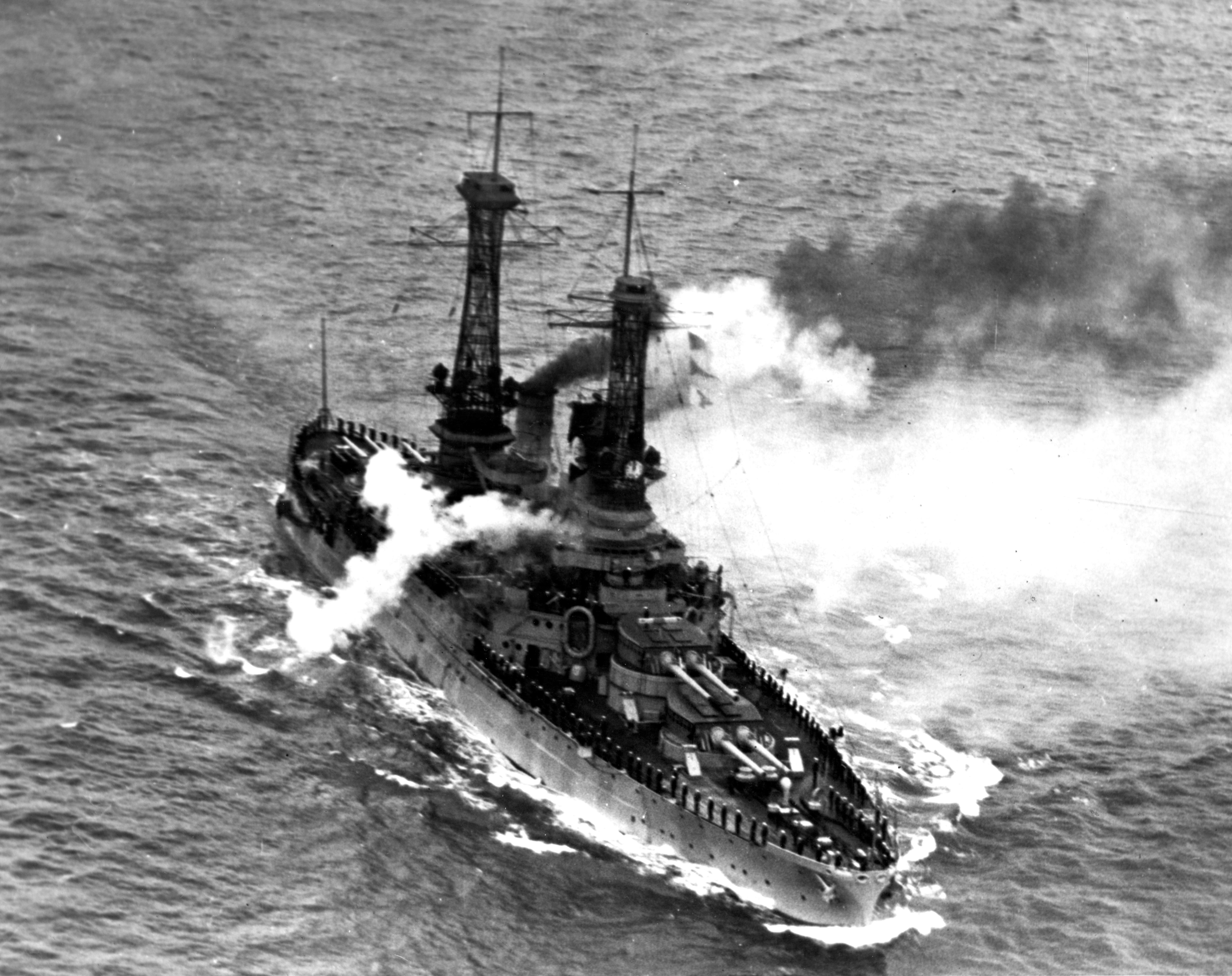
USS South Carolina realizando un saludo de armas, 28 de abril de 1921

El South Carolina regresó a Norfolk el 20 de diciembre, y permaneció ahí hasta el 6 de enero de 1913. Partió para otro viaje al sur, hacia Colón, Panamá, a la entrada del recién construido Canal de Panamá. Participó en maniobras frente a la costa de la bahía de Guantánamo, para luego regresar a Norfolk el 22 de marzo. Le siguió otro crucero frente a la costa este de los Estados Unidos, que incluyó una parada en Nueva York del 28 al 31 de mayo, para participar en una ceremonia en memoria del acorazado USS Maine. Entrenó brevemente a guardamarinas de la Academia Naval de los Estados Unidos en junio, antes de partir a finales del mismo mes hacia México. Ahí, navegó frente a las costas de Tampico y Veracruz para proteger los intereses estadounidenses durante la Revolución Mexicana. Regresó a Norfolk para una revisión en septiembre, que duró hasta enero de 1914.
Formó parte de una serie de ejercicios de entrenamiento frente a la isla de Culebra, Puerto Rico. El 28 de enero, transportó a un contingente de infantes de marina a Puerto Príncipe, Haití, para asegurar la embajada estadounidense durante un período de disturbios en el país, así como para establecer una estación de radio. Abandonó la ciudad el 14 de abril después de que las tensiones se calmaran una vez electo el presidente Oreste Zamor. Cargó carbón en Cayo Hueso antes de continuar hacia Veracruz, donde participó en la toma de la ciudad. La embarcación abandonó Veracruz en julio y pasó los siguientes meses navegando frente a República Dominicana y Haití para monitorear las situaciones políticas en los países vecinos. Regresó a Norfolk el 24 de septiembre; para este entonces, la Primera Guerra Mundial había estallado en Europa, aunque Estados Unidos permaneció inicialmente como neutral.
El 14 de octubre, la embarcación zarpó a Filadelfia para una revisión que duró hasta el 20 de febrero de 1915. Posteriormente se dirigió a Cuba para una rutina de maniobras de entrenamiento en tiempos de paz. Para ese momento, las tensiones entre Estados Unidos y Alemania eran altas debido al hundimiento de la embarcación de pasajeros RMS Lusitania por un submarino alemán, aunque Alemania acordó suspender su guerra submarina indiscriminada. Los siguientes dos años, el South Carolina continuó con la misma rutina: ejercicios de entrenamiento en Cuba el primer cuarto del año, seguido por maniobras en la costa de Newport, y un período de mantenimiento a finales de año en Filadelfia. El 6 de abril de 1917, Estados Unidos le declaró la guerra a Alemania por la reanudación de su campaña de guerra submarina a inicios de ese año. El South Carolina continuó navegando frente a la costa este de los Estados Unidos hasta agosto de 1918.
A principios de septiembre, el South Carolina y los pre-dreadnoughts de la Flota del Atlántico comenzaron a escoltar convoyes hacia Francia. El 6 de septiembre, partió con los pre-dreadnoughts Kansas y New Hampshire para proteger un convoy rápido HX de tropas. El 16 de septiembre, los tres acorazados abandonaron el convoy en el Atlántico y zarparon de vuelta a los Estados Unidos, mientras otros escoltas llevaron el convoy a puerto. El día 17 del mismo mes, el South Carolina perdió la hélice de estribor, que lo obligó a reducir su velocidad a 11 nudos (20 km/h) usando solamente la hélice de babor. El 20 de septiembre, el motor de babor se detuvo después de que una válvula reguladora se rompiera. Se puso en marcha temporalmente usando una válvula auxiliar antes de que una vibración severa lo obligara a detenerse por seis horas mientras la válvula principal era reparada. Cuatro días después, las embarcaciones llegaron a Estados Unidos y el South Carolina se dirigió a Filadelfia para reparaciones. Después de regresar a servicio, participó en entrenamientos de artillería, que continuaron hasta que Alemania firmó el armisticio el 11 de noviembre de 1918 que terminó con los combates en Europa. A mediados de febrero de 1919, el South Carolina comenzó con el primero de cuatro viajes redondos entre Estados Unidos y Brest, Francia para repatriar de Europa a los soldados estadounidenses. Durante el transcurso de los viajes, de los cuales el último concluyó a finales de julio, la embarcación había transportado 4000 soldados de vuelta a su hogar. Zarpó entonces al astillero de Norfolk para una revisión prolongada.

### Últimos años

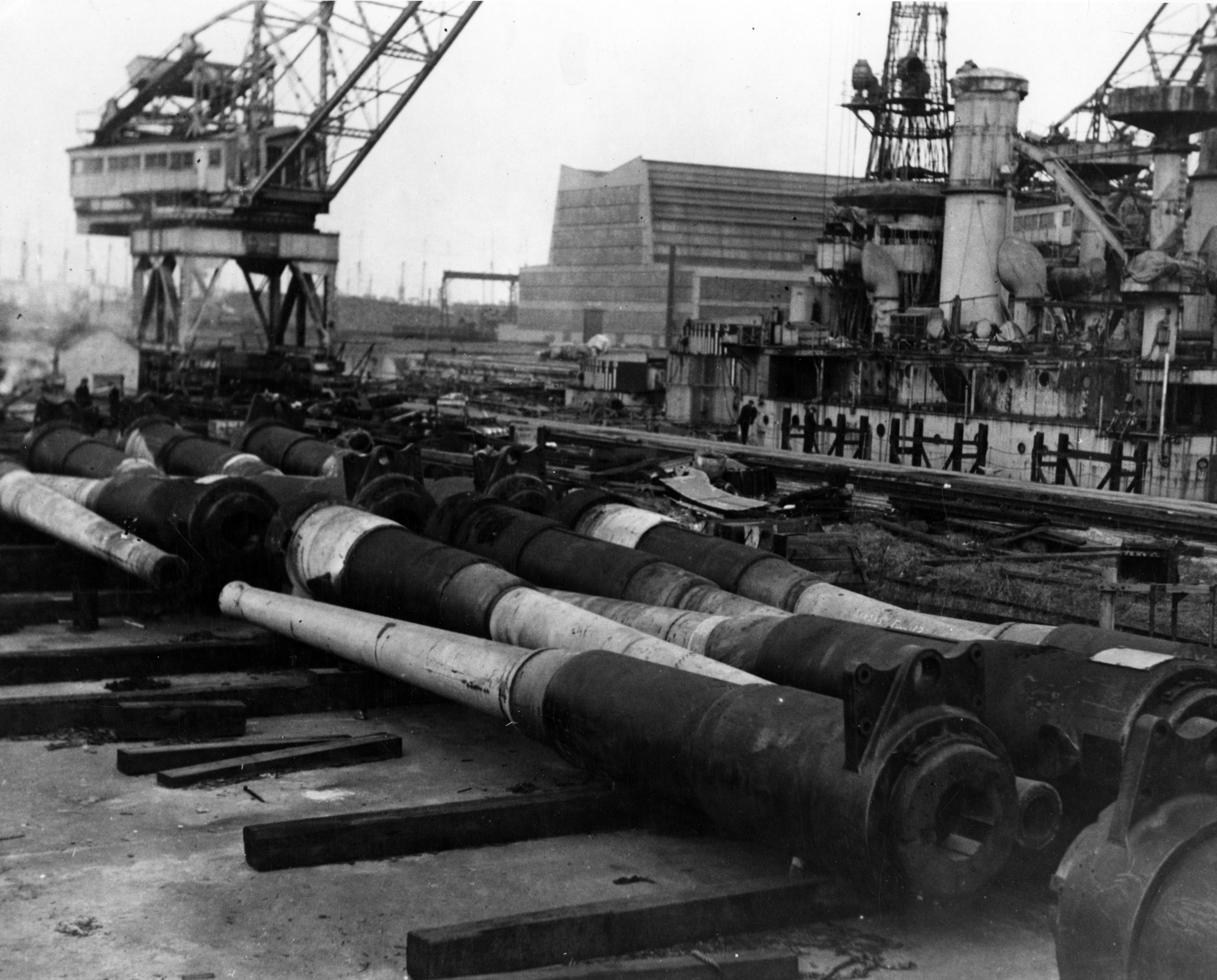
Desmantelamiento del USS South Carolina en el astillero de Filadelfia, diciembre de 1923

Después de regresar al servicio, la embarcación llevó a un contingente de guardamarinas para un crucero de entrenamiento en el Pacífico. El 5 de junio de 1920 inició el viaje, cruzando el Pacífico por el Canal de Panamá. Se detuvo en Hawái para continuar hacia la costa oeste de los Estados Unidos, con visitas en Seattle, San Francisco y San Diego. Abandonó el último puerto el 11 de agosto y arribó a Annapolis el 2 de septiembre. Después de desembarcar a los guardamarinas, se dirigió a Filadelfia, donde permaneció los siguientes siete meses. Regresó al mar a principios de abril de 1921 para entrenamientos en la isla de Culebra, seguidos por ejercicios en la bahía de Chesapeake. Le siguió otro crucero de entrenamiento para guardamarinas el 29 de mayo, esta vez a Europa. Entre los puertos de escala estuvieron Cristianía, Noruega; y Lisboa, Portugal. Regresó a Annapolis por la bahía de Guantánamo el 30 de agosto, antes de continuar a Filadelfia un día después.
En los siguientes años después del final de la Gran Guerra, Estados Unidos, Reino Unido y Japón lanzaron enormes programas de construcción naval. Los tres países decidieron que no era aconsejable una nueva carrera armamentista naval, por lo que acordaron en la conferencia de Washington discutir las limitaciones de armamento, lo que produjo el tratado naval de Washington, firmado en febrero de 1922. Bajos los términos del Artículo II del tratado, el South Carolina y su hermano USS Michigan fueron desechados. La embarcación fue dada de baja el 15 de diciembre, pero no fue retirada formalmente del Registro de Embarcaciones hasta el 10 de noviembre de 1923. Fue vendido como chatarra el 24 de abril de 1924 y posteriormente desguazado.